# Mislav Oršić
Mislav Oršić, född 29 december 1992 i Zagreb, är en kroatisk fotbollsspelare som spelar för Trabzonspor. Han representerar även det kroatiska landslaget.

## Klubbkarriär
Den 6 januari 2023 värvades Oršić av Southampton, där han skrev på ett kontrakt till sommaren 2025. Den 30 juni 2023 värvades Oršić av turkiska Trabzonspor.